# Route magistrale 15 (Serbie)
Pour les articles homonymes, voir M15 et Route 15.
La route magistrale 15 (en serbe : Државни пут ІВ реда број 15, Državni put IB reda broj 15 ; Магистрала број 15, Magistrala broj 15) est une route nationale de Serbie qui relie entre elles la frontière serbo-hongroise passant par les villes serbes de Sombor, Kula, Vrbas, Srbobran, Bečej, Novi Bečej et Kikinda jusqu’à la frontière serbo-roumaine.
Cette route nationale traverse seulement la province autonome serbe de Voïvodine.
Cette route nationale fait également partie de la route européenne 662 entre le village de Bezdan et la ville de Sombor.
À ce jour, elle ne comporte aucune section autoroutière (voie rapide en 2 x 2 voies).

## Route européenne
La route magistrale 15 est aussi :
| Numéro | Tracé                                            |
| ------ | ------------------------------------------------ |
| E662   | Entre le village de Bezdan et la ville de Sombor |